# الدرويشية (عفرين)
الدرويشية  قرية سوريّة تتبع إداريّاً لمحافظة حلب منطقة عفرين ناحية راجو، بلغ تعداد سكانها 282 نسمة حسب التعداد السكاني لعام 2004.